# امت ووگان
چارلز اِمِـت ووگان (انگلیسی: Emmett Vogan؛ ‏ ۲۷ سپتامبر ۱۸۹۳ – ۶ اکتبر ۱۹۶۹) بازیگر اهل ایالات متحده آمریکا بود.
از فیلم‌ها یا برنامه‌های تلویزیونی که وی در آن نقش داشته‌است، می‌توان به خیابان اسکارلت، تورتیلا فلت، بدنام، جلادان هم می‌میرند، شکوفه در غبار، خواب ابدی، نیروی دریایی وارد می‌شود، صحبت تمامی شهر، آنان قابل چشم‌پوشی بودند، مسیر سانتافه، زحمت در زدن به خودت نده، جمعه سیاه، بال‌های نیروی دریایی، برادوی بیل، زن بدنام، روح مومیایی، مخاطرات پائولین، سن کوئنتین، گوندولای برادوی، مأموران اف‌بی‌آی، خون بر خورشید، پرندگان عشق، ویکتور هربرت بزرگ و تهدید عمومی اشاره کرد.